# Gmina Ryjewo
Die Gmina Ryjewo ist eine Landgemeinde im Powiat Kwidzyński in der polnischen Woiwodschaft Pommern. Ihr Sitz befindet sich im Dorf Ryjewo (deutsch Rehhof).

## Geographische Lage
Das Dorf liegt im ehemaligen Westpreußen, etwa 13 Kilometer nördlich von Kwidzyn (Marienwerder) und 60 Kilometer südlich von Danzig.

## Gliederung
Zur Landgemeinde (gmina wiejska) Ryjewo gehören 12 Dörfer (deutsche Namen bis 1945) mit einem Schulzenamt (solectwo):
- Barcice (Tragheimerweide)
- Benowo (Bönhof)
- Borowy Młyn (Heidemühl)
- Jałowiec (Unterwalde)
- Jarzębina (Schulwiese)
- Mątowskie Pastwiska (Montauerweide)
- Pułkowice (Pulkowitz)
- Rudniki (Rudnerweide)
- Ryjewo (Rehhof)
- Straszewo (Straszewo, 1932–1945 Dietrichsdorf)
- Trzciano (Honigfelde)
- Watkowice (Wadkeim)

Weitere Ortschaften der Gemeinde sind:
- Benowo-Wrzosy
- Chojno
- Czarne Błoto
- Klecewko
- Kuliki
- Mątki (Montken)
- Pańskie Łąki
- Sołtyski
- Szadówko
- Szkaradowo Szlacheckie
- Szkaradowo Wielkie
- Tralewo
- Watkowice Małe
- Wiszary

## Söhne und Töchter (Auswahl)
- Horst Krause (* 1941 in Bönhof), deutscher Schauspieler.